# Zoran Primorac
Pour les articles homonymes, voir Primorac.
Zoran Primorac est un joueur de tennis de table croate né le 10 mai 1969 ayant évolué au club de la Villette de Charleroi, à Zagreb ainsi qu'au Japon.
Il a participé aux Jeux olympiques de 1992 (9e en simple et en double), ainsi qu'en 1996, 2004 et 2008, son meilleur résultat étant une médaille d'argent en double en 1988 à Séoul et un quart de finale en simple en 2008. Il a été demi-finaliste des championnats d'Europe en 2002 en ne s'inclinant que devant Kalinikos Kreanga. Il a gagné la médaille d'argent par équipe aux championnats d'Europe 2007 à Belgrade.